# Johann Adam Breunig
Pour les articles homonymes, voir Breunig.
Johann Adam Breunig (né à Mayence vers 1660, mort en 1727) est un architecte baroque allemand. Après la destruction de Heidelberg en 1693, pendant la guerre de la Ligue d'Augsbourg par le général de Mélac, il participa à la reconstruction de la ville.

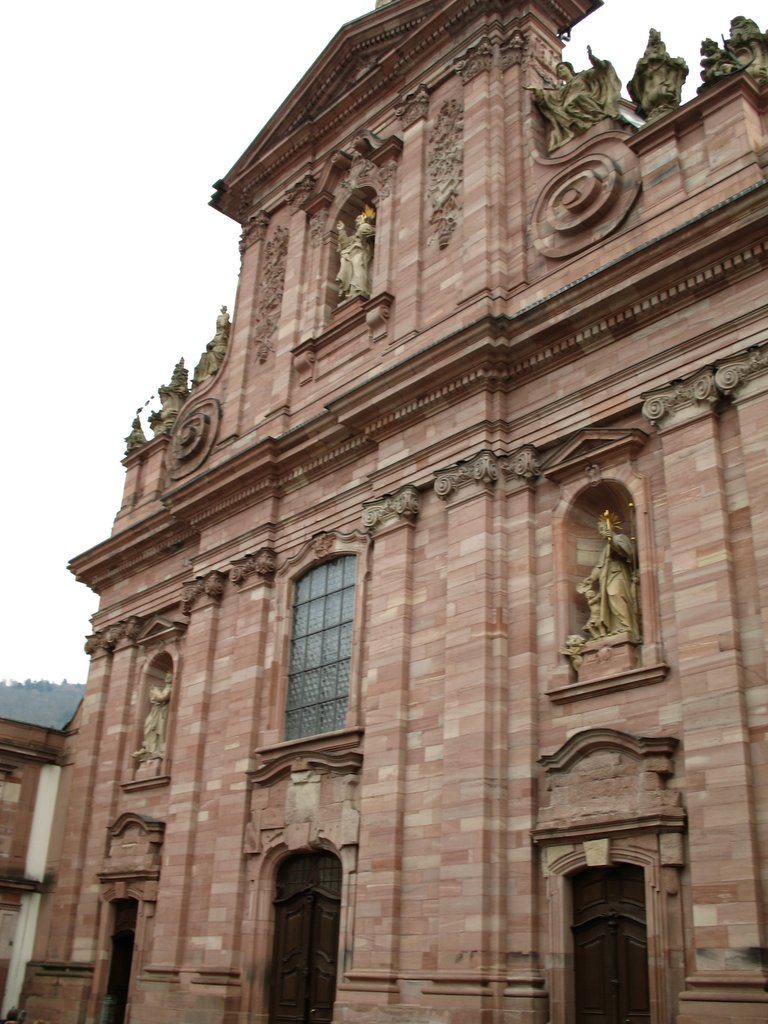
L'église des Jésuites de Heidelberg (1712-1759)
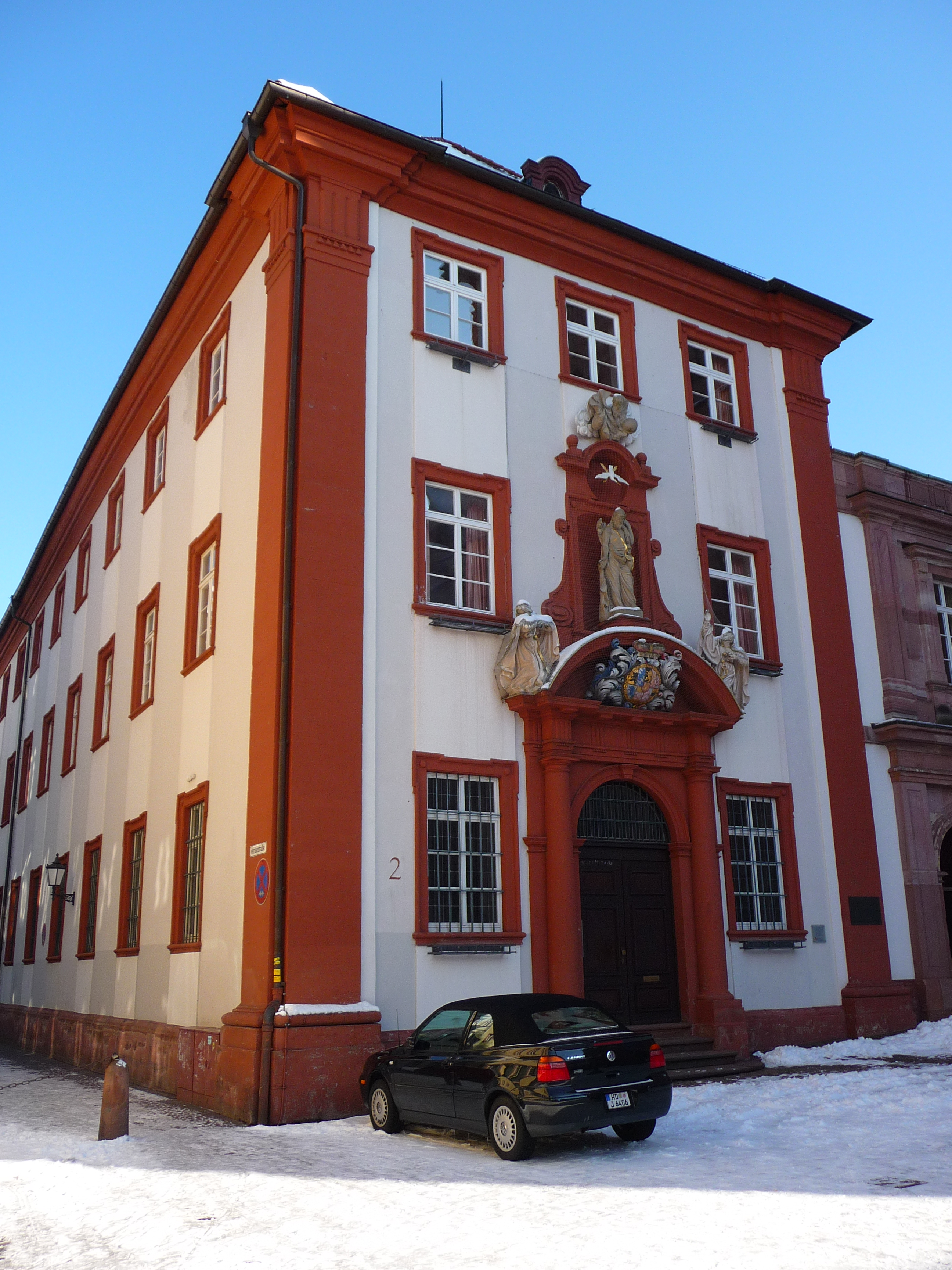
Le collège des Jésuites (Collegium Nepomucenum) de Heidelberg
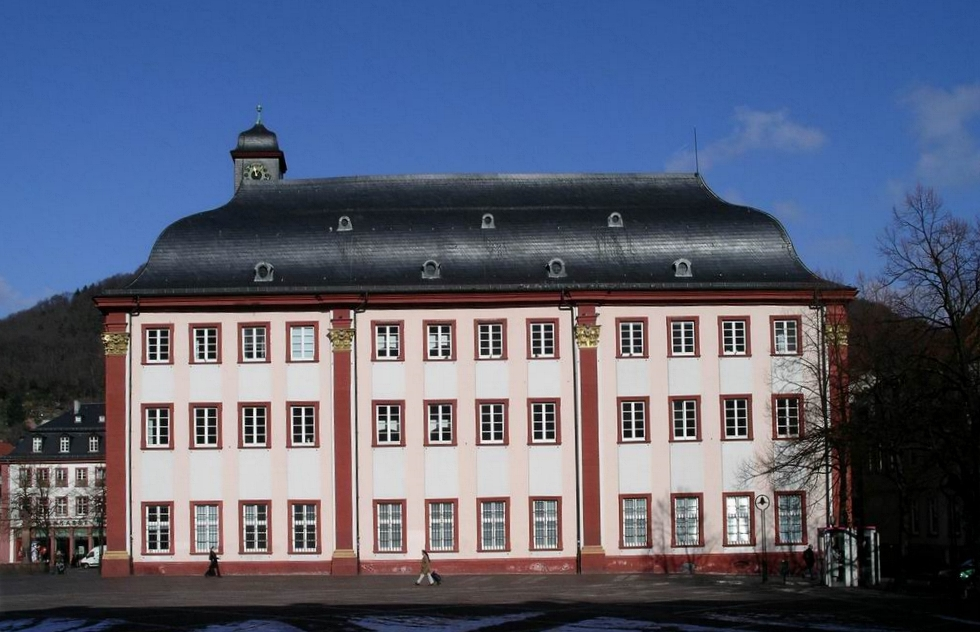
Domus Wihelmiana maintenant connu comme la Vieille Université de Heidelberg (1712-1735)
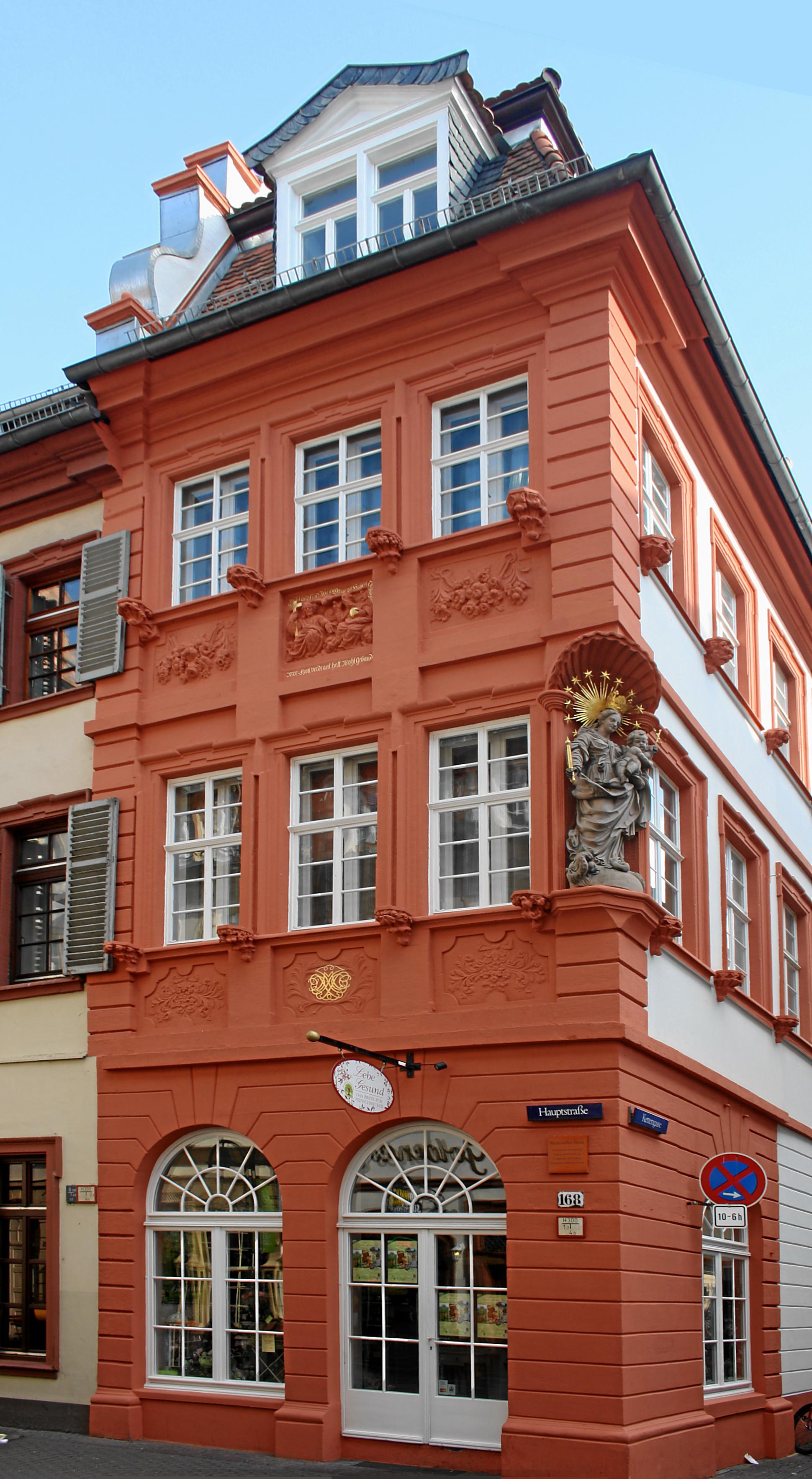
La maison Meder, Heidelberg